# Hakayitz shel Aviya
Hakayitz shel Aviya è un film del 1988 diretto da Eli Cohen.